# L'ascesa dell'Orda
L'ascesa dell'Orda (Rise of the Horde) è un romanzo fantasy di Christie Golden edito nel dicembre 2006, ambientato nell'universo di Warcraft creato da Blizzard Entertainment. Cronologicamente, è seguito dal romanzo L'ultimo Guardiano.

## Trama
Il libro, quasi completamente ambientato sul pianeta di Draenor, narra gli eventi immediatamente precedenti la Prima Guerra, ovvero la corruzione degli orchi e lo sterminio dei draenei.
Nel capitolo iniziale è riportata la corruzione degli eredar da parte di Sargeras e la conseguente fuga dei draenei, guidati da Velen e dai naaru e braccati da Kil'jaeden. Giungono infine sul pianeta di Draenor dove vivono per un po' di tempo, prima di essere nuovamente individuati da Kil'jaeden: egli corrompe la razza pacifica degli orchi, prima manipolando come una pedina il grande sciamano Ner'zhul, quindi agendo tramite il volenteroso aiuto del suo ambizioso apprendista Gul'dan.
Istigate all'odio razziale e contaminate dopo aver bevuto il sangue del demone Mannoroth, le tribù di orchi si uniscono formando un'unica Orda alleandosi anche con gli ogre e dando il via allo sterminio dei draenei: unica eccezione costituisce la tribù Frostwolf, a cui il capo Durotan vieta categoricamente di bere il sangue di Mannoroth, oltre a sparuti individui quali Orgrim Doomhammer (che a sua volta rifiuta) e Griselda Blackhand (a cui il padre Blackhand lo impedisce).
Grazie al sacrificio di molti valorosi draenei a Shattrath, Velen e altri di quella razza riescono a fuggire e a nascondersi nelle Paludi di Zangar, al riparo dalla furia dell'Orda.

## Personaggi

### Protagonisti
- Blackhand
- Draka
- Drek'Thar
- Durotan
- Gul'dan
- Kil'jaeden
- Ner'zhul
- Orgrim Doomhammer
- Velen

### Personaggi secondari
- Archimonde
- Griselda Blackhand
- Grom Hellscream
- Kargath Bladefist
- Kilrogg Deadeye
- K'ure
- Madre Kashur
- Maim Blackhand
- Mannoroth
- Medivh
- Restalaan
- Rend Blackhand
- Rulkan
- Sargeras
- Thrall